# Reinhard Jira
Reinhard Jira (* 11. April 1929 in Cham (Oberpfalz); † 7. Februar 2021 in München) war ein deutscher Chemiker sowie Forschungsleiter bei Wacker Chemie.
Jira promovierte 1955 mit einer von Ernst Otto Fischer angeleiteten Arbeit bei Walter Hieber an der Technischen Hochschule München (heute TU München). Richtungsweisend in dieser Dissertationsarbeit waren Versuche, die mit zur Entdeckung der Sandwichstruktur von Ferrocen führten. Seit 1955 war er bei Wacker Chemie in Burghausen beschäftigt, wo er auch den Rest seines Berufslebens verbrachte und Forschungsleiter wurde.
Ende der 1950er Jahre entwickelte er bei Wacker Chemie mit Walter Hafner und Jürgen Smidt das Wacker-Hoechst-Verfahren (2. Wacker-Verfahren) zur Erzeugung von Acetaldehyd in der Petrochemie, was damals eine Umwälzung bewirkte und dem Unternehmen den Umstieg vom kostenträchtigen Chemierohstoff Acetylen in die Petrochemie ermöglichte. Das Wacker-Hoechst-Verfahren wurde weltweit lizenziert und hatte zeitweise ein Produktionsvolumen von rund 2 Millionen Jahrestonnen.